# Kaltukatjara
Kaltukatjara est une communauté indigène du Territoire du Nord (Australie) comptant 394 habitants (2016).

## Démographie
En 2016, 74,2 % de la population de Kaltukatjara est aborigène.
14,2 % de la population déclare ne parler que l'anglais à la maison, alors que 64,0 % de la population déclare parler le pitjantjatjara, 1,0 % le martu wangka, 0,8 % le népalais et 0,8 % le minnan.